# Henrique Frade
Henrique Frade (Formiga, 3 de agosto de 1934 — Rio de Janeiro, 15 de maio de 2004) foi um futebolista brasileiro que atuou como centroavante.
Iniciou sua carreira no Vila Esporte Clube (Formiga), time tradicional de sua cidade natal.[carece de fontes?] Foi ídolo do Flamengo (1954 a 1963) onde tornou-se o terceiro maior goleador do clube, com 214 gols, atrás apenas de Zico e Dida.
Henrique ganhou o Torneio Rio-São Paulo de 1961 e teve 402 jogos pelo clube. Ele também jogou pelo Nacional de Montevidéu, pela Portuguesa, pelo Atlético Mineiro e pelo Formiga Esporte Clube.
Mesmo tendo participado de várias partidas pela seleção brasileira, Henrique não foi selecionado para a Copa do Mundo de 1958.

### Títulos
Flamengo
- Torneio Rio-São Paulo: 1961
- Taça dos Campeões Estaduais Rio-São Paulo: 1955
- Campeonato Carioca: 1953, 1954, 1955, 1963
- Torneio Início do Campeonato Carioca: 1959
- Torneio Hexagonal do Peru: 1959
- Torneio Internacional da Tunísia: 1962
- Torneio Internacional de Israel: 1958
- Torneio Internacional do Rio de Janeiro: 1954, 1955
- Torneio Octogonal Sul-Americano: 1961

Nacional
- Campeonato Uruguaio: 1963
- Torneo Competencia: 1963
- Torneo de Honor: 1963

Formiga
- Campeonato Mineiro do Interior: 1967

Seleção Brasileira
- Superclássico das Américas: 1960
- Taça Bernardo O'Higgins: 1959, 1961
- Taça do Atlântico: 1960
- Taça Oswaldo Cruz: 1961

### Conquistas Individuais
- Artilheiro do Torneio Rio-São Paulo: 1959